# Приреченский (Северо-Казахстанская область)
Приреченский — исчезнувший посёлок в районе им. Габита Мусрепова Северо-Казахстанской области Казахстана. Входил в состав Чистопольского сельского округа. Упразднён в 2000-е годы.

## География
Располагался на левом берегу реки Акканбурлык, в 9 км к западу от села Чистополье.

## История
Возник в 1963 году как экспедиционный посёлок Геолого-разведочной партии № 37 (в 1984 г. переименована в экспедицию № 37 ПГО «Степгеология»).

## Население
По данным переписи 1989 года в посёлке проживало 1233 человека, из которых русские составляли 66 %.
В 1999 году население села составляло 18 человек (10 мужчин и 8 женщин).